# Fonction de Weierstrass
Ne pas confondre avec la fonction elliptique de Weierstrass ou la fonction zêta de Weierstrass.

Représentation de la fonction de Weierstrass f 1/2,3 sur l'intervalle [–2, 2]. La fonction a un comportement fractal : n'importe quel zoom (par exemple le cercle rouge) ressemble au zoom total.

La fonction de Weierstrass, aussi appelée fonction de Weierstrass-Hardy, fut en 1872 le premier exemple publié d'une fonction réelle d'une variable réelle qui est continue partout, mais dérivable nulle part. On le doit à Karl Weierstrass et Leopold Kronecker ;  les hypothèses ont été améliorées par G. H. Hardy.

Évolution de la courbe de la fonction de Weierstrass lors d'une augmentation linéaire de la valeur de b de 0,1 à 5, pour a fixé égal à 0,5. la non-dérivabilité démarre à b = 2.

## Construction
Il s'agit en fait d'une famille de fonctions dépendant de deux paramètres, définie comme somme d'une série trigonométrique par :
{\displaystyle f_{a,b}(x)=\sum _{n=0}^{\infty }a^{n}\cos(b^{n}\pi x)}
La fonction fa , b est continue pour 0 < a < 1, (convergence uniforme sur {\displaystyle \mathbb {R} } de la série de fonction, par le critère de Weierstrass). Ce dernier supposait de plus b entier impair vérifiant ab > 1+3/2π pour prouver la non dérivabilité en tout point.
Hardy a prouvé ensuite que l'hypothèse ab ≥ 1 suffit pour qu'elle ne soit dérivable en aucun point, mais la preuve en est sensiblement plus difficile. On peut simplifier sa démonstration dans le cas ab > 1.
Inversement, fa , b est de classe Ck pour tout entier k tel que abk < 1.

## Caractère fractal du graphe de la fonction
La fonction de Weierstrass est l'une des toutes premières fractales étudiées, bien que ce terme n'ait été utilisé que beaucoup plus tard. En particulier cette fonction continue n'est, pour ab ≥ 1, monotone sur aucun intervalle, aussi petit soit-il.
Le calcul de la dimension D de Hausdorff du graphe de la fonction de Weierstrass est resté un problème ouvert jusqu'en 2017, bien que Mandelbrot ait conjecturé que {\displaystyle D=2+\log _{b}a=2+{\frac {\ln a}{\ln b}}}, ; cela n'a été démontré indépendamment par les mathématiciens allemand Gerhard Keller et chinois Weixiao Shen (en) que 30 ans plus tard .
Cependant, la dimension de Minkowski-Bouligand (notion proche de celle de Hausdorff, obtenue en comptant des recouvrements par des carrés disjoints au lieu de disques), était, elle, déjà connue depuis les années 1980 et l'on sait désormais que les deux sont égales.

## Continuité höldérienne
Il est pratique d'écrire la fonction Weierstrass de manière équivalente sous la forme :
{\displaystyle W_{\alpha }(x)=\sum _{n=0}^{\infty }b^{-n\alpha }\cos(b^{n}\pi x)\quad \mathrm {avec} \quad \alpha =-\ln a/\ln b}.
Alors Wα est α-höldérienne, c'est-à-dire qu'il existe une constante C telle que
{\displaystyle \forall x,y\in \mathbb {R} ,\quad |W_{\alpha }(x)-W_{\alpha }(y)|\leq C|x-y|^{\alpha }}.
De plus, W1 (donc pour ab = 1) est höldérienne pour tous les ordres strictement inférieurs à 1 mais pas lipschitzienne auquel cas elle aurait été  presque partout dérivable (théorème de Rademacher).